# بطولة العالم للشطرنج 2018

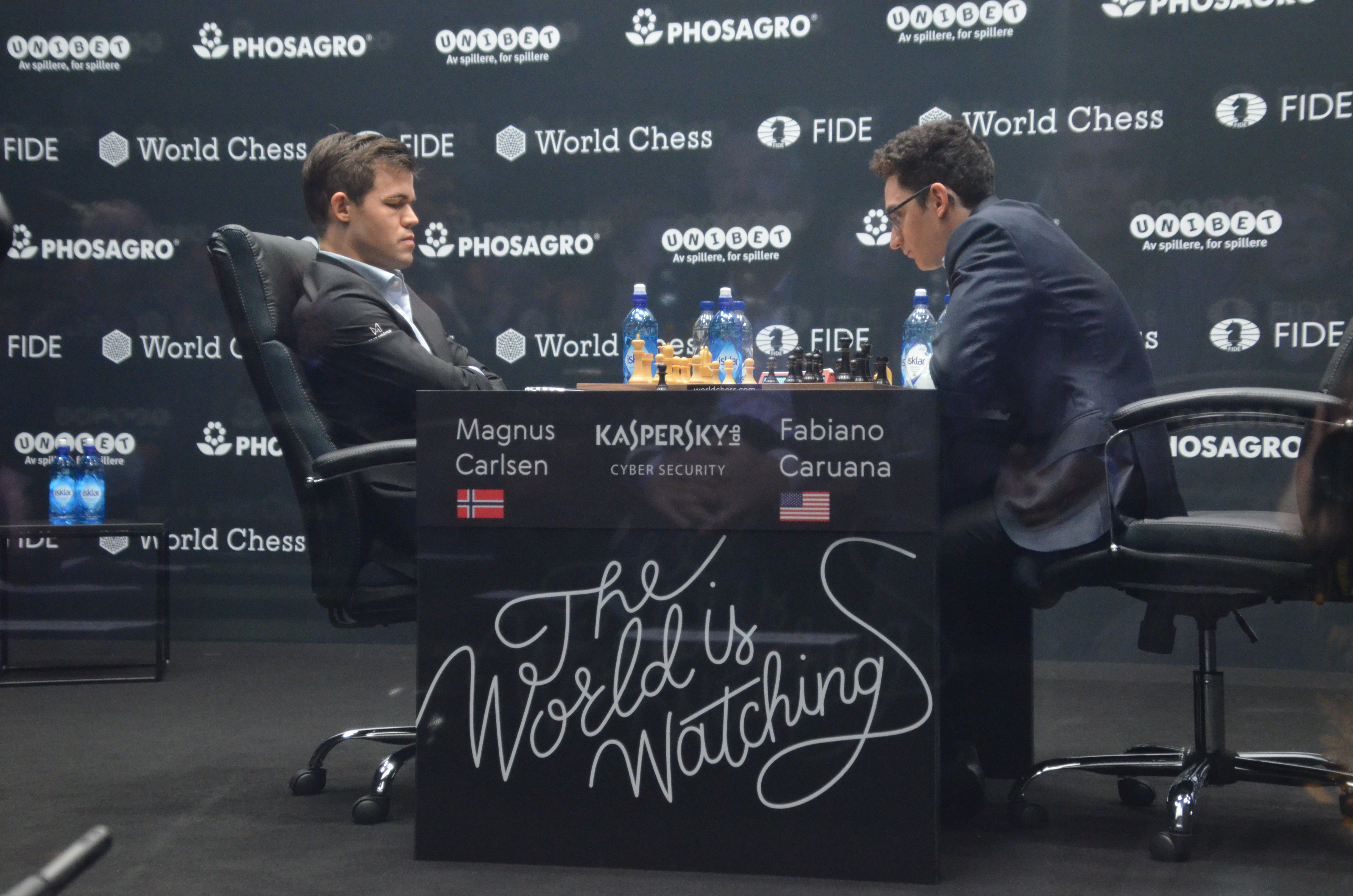

بطولة العالم للشطرنج 2018 هي بطولة للشطرنج أقيمت في لندن ما بين التاسع والثامن والعشرين من نوفمبر/تشرين الثاني 2018 لتحديد بطل العالم تحت إشراف الاتحاد الدولي للشطرنج.جرت المنافسة النهائية بين حامل اللقب من سنة 2013 النروجي ماغنوس كارلسن ومتحديه الأمريكي فابيانو كاروانا. تمكن ماغنوس كارلسن في النهاية من الاحتفاظ باللقب في مرحلة كسر التعادل بعد التعادل 6 - 6.